# Antonio Ghiardello
Antonio Ghiardello   (Santa Margherita Ligure, 21 de març de 1898 - valor desconegut, 5 de gener de 1992) fou un remer italià que va competir durant les dècades de 1920 i 1930.
El 1932 va prendre part en els Jocs Olímpics de Los Angeles, on guanyà la medalla de bronze en la prova del quatre sense timoner del programa de rem. Formà equip amb Francesco Cossu, Giliante D'Este i Antonio Garzoni Provenzani. Quatre anys més tard, als Jocs de Berlín, fou quart en la mateixa prova.
En el seu palmarès també destaquen quatre medalles al Campionat d'Europa de rem, tres d'or, en la prova dels quatre amb timoner, i una de bronze, en el vuit amb timoner, entre 1929 i 1934.